# Tuba Büyüküstün
Hatice Tuba Büyüküstün (Istambul, 5 de julho de 1982) é uma atriz turca. É uma das atrizes mais bem pagas da Turquia.

## Biografia
Hatice Tuba Büyüküstün nasceu em Istambul, em 5 de julho de 1982 é filha de Serdar e Handan Büyüküstün. Tuba é filha única. Se formou na Dogus High School e estudou Design na Universidade de Belas Artes Mimar Sinan, durante esse período, começou a atuar em comerciais.
A série Sultan Makamı exibida no Kanal D e dirigida por Aydin Bulut em 2003, foi a sua primeira aparição na televisão. Dirigida por Cagan Irmak, ela ganhou atenção em Çemberimde Gül Oya, interpretando a personagem Zarife, em 2004. No mesmo ano, ela recebeu um prêmio de melhor atriz no International TV Festival Bar na Sérvia e Montenegro. Foi protagonista da série Ihlamurlar altinda exibida em 2005 e dirigida por Aydin Bulut. Estreou em cinema no filme Babam ve oglum (2005) dirigido por Cagan Irmak. Em 2006, participou do elenco do filme Sınav, ao lado de Jean-Claude Van Damme. Um de seus mais importantes ou talvez mais conhecido trabalho, foi na telessérie dramática Asi (2007-2009), exportada para 67 países e indicada como Melhor série dramática na 51ª edição do Festival de Televisão de Monte Carlo.
Em 2010, atuou no filme Yüregine sor. Depois atuou ao lado de Cansel Elçin na série Gönülçelen. No final de 2012, após uma pausa de um ano e meio na televisão, protagonizou junto com İlker Aksum a série 20 Dakika, na qual foi indicada a um Emmy Internacional de melhor atriz.
Protagonizou com Engin Akyürek a serie Kara Para Aşk no canal ATV, exibido desde março de 2014. Desde 10 de novembro de 2016 protagoniza a série Cesur ve Güzel junto com o ator Kivanç Tatlitug.

## Vida pessoal
Teve um relacionamento com o ator Bulent Inal com quem trabalhou na serie Ihlamurlar Altinda. Em 28 de julho de 2011 casou com o ator turco Onur Saylak (com quem trabalhou nas séries Asi e Gonülçelen) em Paris, França. Em 19 de janeiro de 2012, deu à luz as gêmeas, Maya e Toprak. Em 5 de junho de 2017 foi oficializada seu divórcio de Onur Saylak.
Desde maio de 2014 se tornou embaixadora da boa vontade da UNICEF.

## Filmografia
| Ano       | Título                     | Papel                          | Notas                                       |
| --------- | -------------------------- | ------------------------------ | ------------------------------------------- |
| 2003      | Sultan Makamı              | Nesrin                         | Série de televisão                          |
| 2004      | Gülizar                    | Gülizar                        | Telefilme                                   |
| 2004      | Çemberimde Gül Oya         | Zarife                         | Série de televisão                          |
| 2005      | Aşk Yolu                   | Deniz                          | Telefilme                                   |
| 2005      | Babam ve Oğlum             | Aysun                          | Filme                                       |
| 2005–2007 | Ihlamurlar Altında         | Filiz Tekiner                  | Série de televisão                          |
| 2006      | Sınav                      | Zeynep Erez                    | Filme                                       |
| 2007–2009 | Asi                        | Asi (Asiye Kozcuoğlu)          | Série de televisão                          |
| 2009      | Beni w Benak               | Herself (Guest Actress)        | Série de televisão                          |
| 2010      | Yüreğine Sor               | Esma                           | Filme                                       |
| 2010–2011 | Gönülçelen                 | Hasret                         | Série de televisão                          |
| 2013      | 20 Dakika                  | Merve Aslanoglu/Melek Halaskar | Indicada—Emmy Internacional de melhor atriz |
| 2014-2015 | Kara Para Aşk              | Elif Denizer                   | Série de televisão                          |
| 2015      | Orman                      | Zeynep                         | Filme                                       |
| 2015      | Rüzgarin Hatiralari        | Zepur                          | Filme                                       |
| 2016      | Dar Elbise                 | Helin                          | Filme                                       |
| 2016-2017 | Cesur ve Güzel             | Sühan Korludag                 | Série de televisão                          |
| 2017      | Istanbul Kimizisi          | Neval                          | Filme                                       |
| 2020      | Rise of the Ottoman Empire | Mara Branković                 | Docudrama - Netflix                         |